# Gödre, Baranya
Gödre este un sat în districtul Hegyhát, județul Baranya, Ungaria, având o populație de 947 de locuitori (2011). 

## Demografie
Componența etnică a satului Gödre
     Maghiari (80,34%)
     Germani (11,1%)
     Romi (8,14%)
     Necunoscut (0,42%)
     Alții (0,42%)
Componența confesională a satului Gödre
     Romano-catolici (64,84%)
     Fără religie (8,76%)
     Reformați (2,32%)
     Necunoscută (23,65%)
     Luterani (0,42%)
Conform recensământului din 2011, satul Gödre avea 947 de locuitori. Din punct de vedere etnic, majoritatea locuitorilor (80,34%) erau maghiari, existând și minorități de germani (11,1%) și romi (8,14%). Apartenența etnică nu este cunoscută în cazul a 0,42% din locuitori.  Din punct de vedere confesional, majoritatea locuitorilor (64,84%) erau romano-catolici, existând și minorități de persoane fără religie (8,76%) și reformați (2,32%). Pentru 23,65% din locuitori nu este cunoscută apartenența confesională.